# Dragoste pe fugă
Dragoste pe fugă (titlul original: în franceză L'amour en fuite) este un film francez din 1979 în regia lui François Truffaut, protagoniști fiind actorii Jean-Pierre Léaud, Claude Jade, Marie-France Pisier și Dani – Liliane.

## Distribuție
- Jean-Pierre Léaud – Antoine Doinel
- Claude Jade – Christine Doinel
- Marie-France Pisier – Colette Tazzi
- Dani – Liliane
- Daniel Mesguich – Xavier Barnerias
- Dorothée – Sabine Barnerias
- Daniel Mesguich – Xavier Barnerias
- Julien Bertheau – Monsieur Lucien
- Jean-Pierre Ducos – avocatul lui Christine
- Marie Henriau – judecătorul de divorț
- Rosy Varte – mama lui Colette
- Pierre Dios – Maître Renard
- Alain Ollivier – judecătorul din Aix en Provence
- Julien Dubois – Alphonse Doinel
- Monique Dury – dna. Ida
- Emmanuel Clot – Emmanuel
- Christian Lentretien – dragorul de tren
- Roland Thénot – omul furios la telefon
- Alexandre Janssen – copilul din vagonul restaurant
- Chantal Zaugg – fetița

## Legături externe
- Dragoste pe fugă la HBO
- Dragoste pe fugă la Internet Movie Database